# Calypogeia bidentula
Calypogeia bidentula là một loài rêu tản trong họ Calypogeiaceae. Loài này được (F. Weber) Nees miêu tả khoa học lần đầu tiên năm 1845.